# ONE (漫畫家)
ONE（1986年10月29日—），日本漫畫家。新潟縣出生，成長和出身於埼玉縣鴻巢市。男性。

## 來歷
ONE從小在安靜的童年時光生活，並回到新潟縣的祖父母家居住，由於父母買了《蠟筆小新》漫畫讓他並閱讀以消磨時光，在受到漫畫的影響下開始學習畫漫畫。
大學時期，ONE開始在自己的個人網站發表網路漫畫。當初是用模擬方式繪製漫畫，並用手機拍攝進行發布。曾經將稿子寄到週刊少年Jump編輯部。他沒有做助理的經驗，也沒有摹寫。此外，當時的作品有《太陽人》和《網球選手龍》，但具體情況不明。
2009年7月，為了練習使用漫畫原稿電腦軟體程式ComicStudio，開始在新都社發表短篇版的《一拳超人》。在那之後，於2009年7月3日上傳至他的個人網頁（FC2）並不定期更新。雖然ONE的畫功粗糙，但由於幽默的設定和相當精彩故事，因此於日本網路大熱。2019年4月，《一拳超人》官網累計瀏覽人次1.24億人上，並曾錄得平均1日10萬次的最高點閱率。
2012年4月，開始在小學館的網路漫畫雜誌《裏Sunday》連載《路人超能100》。正式在漫畫業界出道。
2012年6月，開始在集英社的網路漫畫雜誌《隔壁的YOUNG JUMP》連載《魔界的大叔》。同時ONE又與漫畫家村田雄介合作創作《一拳超人 -重製版-》，於《隔壁的YOUNG JUMP》上連載。
2015年10月至12月，《一拳超人》電視動畫播出（2017年宣布製作第2期，於2019年4月播放）。次年2016年7月至9月和2019年1月至4月，播出《路人超能100》電視動畫。
2017年1月23日，獲得第62屆小學館漫畫獎（少年部門）。
2022年11月26日，《Versus》開始在講談社的月刊少年天狼星雜誌連載，由ONE 撰寫、東京太郎 作畫、構成bose。
2023年4月和2024年1月，《隱藏技能 BUG EGO》在集英社的青年漫畫雜誌週刊Young Jump的增刊雜誌《YOUNG JUMP 第一話ヤングジャンプ ダイイチワ》上首次出版了兩章，並於2024年10月開始在該出版商的Ultra Jump雜誌上定期連載，由ONE 撰寫、設樂清人 作畫。
2025年7月13日，《Versus》獲得第49屆講談社漫畫賞（少年部門）。

## 作品列表

### 連載
- 一拳超人（2009年－連載中）
  - 一拳超人 -重製版-[7]（作畫：村田雄介，《隔壁的YOUNG JUMP》2012年6月14日－連載中，集英社）作畫：村田雄介
- 路人超能100（《裏Sunday（日语：裏サンデー）》2012年4月18日－2017年12月22日，小學館）
- 魔界的大叔（日语：魔界のオッサン）（《隔壁的YOUNG JUMP》2012年6月14日－2014年5月12日，之後不定期連載，集英社）
- REIGEN ～靈級值MAX131的男人～(REIGEN ～霊級値MAX131の男～)（《裏Sunday》2019年2月19日單行本化，小學館）※路人超能100外傳作品。
- VERSUS「對抗！」（《月刊少年天狼星》2023年1月号－連載中，講談社）作畫：東京太郎、構成：bose
- 隱藏技能 BUG EGO（《Ultra Jump》2024 年 10 月－連載中，集英社）作畫：設樂清人

### 短篇作品
所有作品作畫都由村田雄介擔任。
- 彈丸天使Fans Club（《Miracle Jump》8號，57頁）
- 怒濤的勇者（《週刊少年Jump》2012年6·7合併號，19頁）
- 蟑螂剋星（《YOUNG GANGAN》2015年7號，31頁）

### 同人創作
- 地球的怪獸（作畫：村田雄介、西村絹、ONE）
- OTHER ONE-BUKURO（作畫：村田雄介）
- OTHER ONE-BUKURO2（作畫：村田雄介）
- OTHER ONE-BUKURO3（作畫：村田雄介）

## 獎項和提名
| 年分 | 獎項                      | 類別                                             | 作品             | 結果 |
| ---- | ------------------------- | ------------------------------------------------ | ---------------- | ---- |
| 2014 | 第7屆 漫畫大賞            | 漫畫                                             | 一拳超人         | 提名 |
| 2015 | 第26屆 艾斯納獎           | Best US Edition of International Material — Asia | 一拳超人         | 提名 |
| 2016 | 第28屆 哈維獎             | Best American Edition of Foreign Material        | 一拳超人         | 提名 |
| 2016 | 第2屆 SUGOI JAPAN Award   | 漫畫                                             | 一拳超人         | 獲獎 |
| 2017 | 第62屆 小学館漫画賞       | 少年部門                                         | 路人超能100      | 獲獎 |
| 2019 | 第31屆 哈維獎             | Best Manga                                       | 路人超能100      | 提名 |
| 2024 | 第10屆 下一部人氣漫畫大賞 | 漫畫                                             | VERSUS「對抗！」 | 提名 |
| 2025 | 第49屆 講談社漫畫獎       | 少年部門                                         | VERSUS「對抗！」 | 獲獎 |

## 資料來源
1. 1 2 3 4 5 6 7 8  . Youtube. 2015-10-21  [2017-07-09]. （原始内容存档于2020-03-23） （日语）.
2. 1 2 3  . logmi. 2015-10-21  [2017-07-08]. （原始内容存档于2016-07-01） （日语）.
3. ↑  . cakes. 2014-06-24  [2014-06-24]. （原始内容存档于2022-08-29） （日语）.
4. ↑  . 日本放送協會. 2012-09-02  [2012-10-04]. （原始内容存档于2014-09-14） （日语）.
5. ↑  . 小學館.   [2022-03-13]. （原始内容存档于2017-02-02） （日语）.
6. ↑  . Anime Hack.   [2020-09-25]. （原始内容存档于2021-08-16） （日语）.
7. ↑  Loveridge, Lynzee. . Anime News Network. January 20, 2014  [September 23, 2018]. （原始内容存档于June 6, 2017）.
8. ↑  McMillan, Graeme. . The Hollywood Reporter. April 22, 2015  [September 23, 2018]. （原始内容存档于May 18, 2019）. 参数|magazine=与模板{{cite news}}不匹配（建议改用{{cite magazine}}或|newspaper=） (帮助)
9. ↑  Cavna, Michael. . The Washington Post. July 5, 2016  [September 23, 2018]. （原始内容存档于August 24, 2019）.
10. ↑  Loveridge, Lynzee. . Anime News Network. March 22, 2016  [September 21, 2018]. （原始内容存档于August 6, 2021）.
11. ↑  . Manga.Tokyo. January 23, 2017  [September 23, 2018]. （原始内容存档于June 7, 2019）.
12. ↑  McMillan, Graeme. . The Hollywood Reporter. August 14, 2019  [October 3, 2019]. （原始内容存档于November 5, 2020）.
13. ↑  . Comic Natalie. 2024-08-28  [2025-05-25]. （原始内容存档于2024-09-01） （日语）.
14. ↑  Loveridge, Lynzee. . Anime News Network. May 12, 2025  [May 12, 2025]. （原始内容存档于May 12, 2025）.

## 外部連結
- （日語）－ONE的官方個人網站。
- ONE的X（前Twitter） （日語）
- 隔壁的YOUNG JUMP《一拳超人》 （页面存档备份，存于） （日語）
- 隔壁的YOUNG JUMP《魔界的大叔》 （页面存档备份，存于） （日語）
- 裏Sunday《路人超能100》 （页面存档备份，存于） （日語）